# Bisdom Murska Sobota
Het bisdom Murska Sobota (Latijn: Dioecesis Sobotensis, Sloveens: Škofija Celje) is een in Slovenië gelegen rooms-katholiek bisdom met zetel in Murska Sobota. Het bisdom behoort tot de kerkprovincie Maribor en is samen met het bisdom Celje suffragaan aan het aartsbisdom Maribor.
Het bisdom werd op 7 april 2006 door paus Benedictus XVI met de apostolische constitutie Varia inter munera opgericht uit delen van het aartsbisdom Maribor.

## Bisschoppen van Murska Sobota
- 2006–2009: Marjan Turnšek, vervolgens coadjutor van het aartsbisdom Maribor
- Sinds 2009: Peter Štumpf SDB

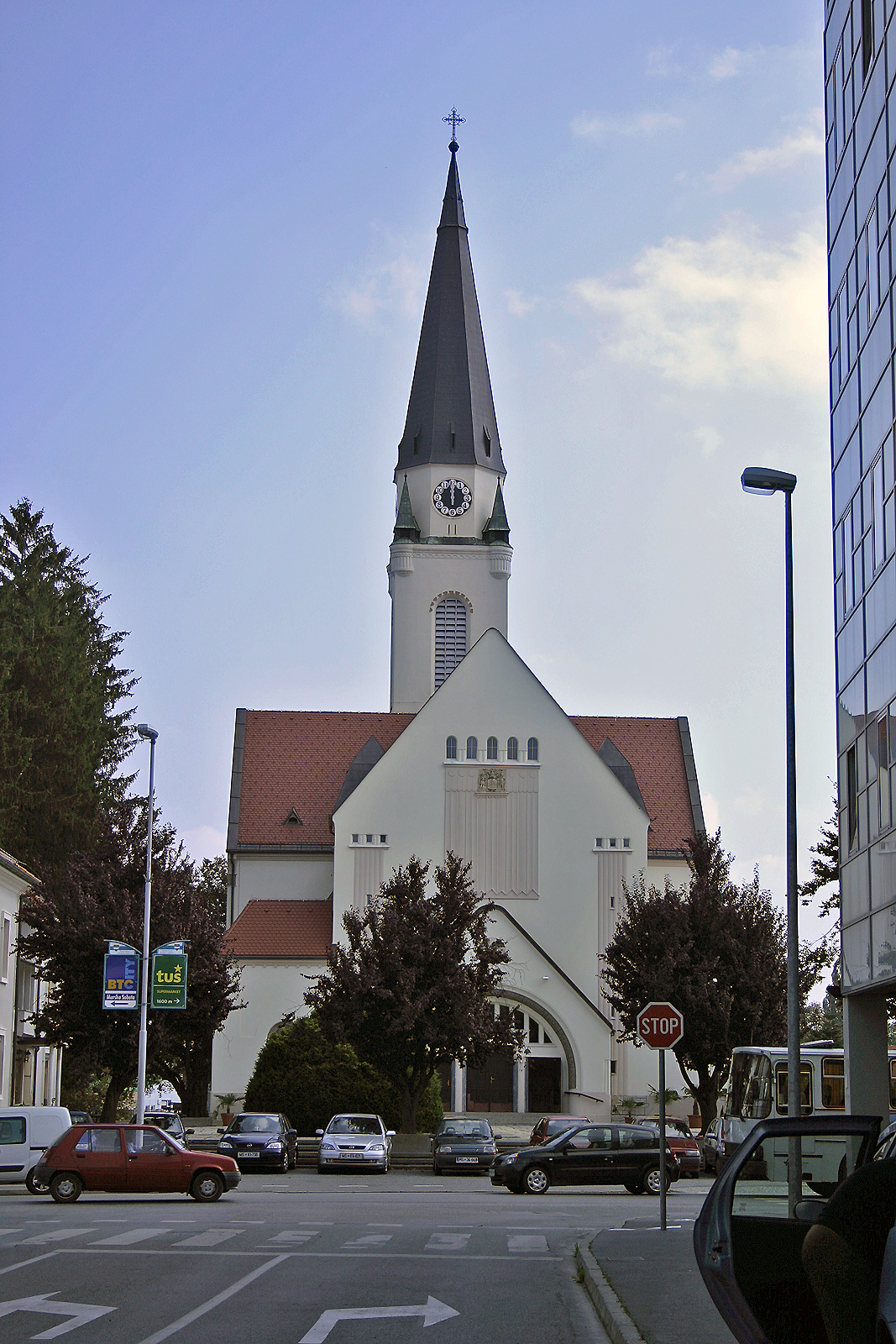
Kathedraal van Murska Sobota